# لشکر ۱۰ ژاپن
لشکر ۱۰ ژاپن (انگلیسی: 10th Division) یکی از نه لشکر پیاده‌نظام فعال نیروی زمینی دفاع‌ازخود ژاپن است. این لشکر تابع ارتش مرکزی است و ستاد مرکزی آن در ناگویا، آیچی قرار دارد. مسئولیت لشکر دهم، دفاع از استان‌های آیچی، فوکوئی، گیفو، ایشیکاوا، میه و تویاما است. این لشکر در ۱۸ ژانویه ۱۹۶۲ تأسیس شد.
لشکر دهم پیاده به عنوان یک لشکر مستقر منطقه‌ای طبقه‌بندی می‌شود که سه هنگ پیاده‌نظام در هسته آن قرار دارند. ماموریت‌های آن شامل دفاع و امنیت در منطقه امنیتی دهم (آیچی، گیفو، میه، فوکوئی، ایشیکاوا و تویاما)، امدادرسانی در بلایا و همکاری‌های مدنی و فعالیت‌های مشارکت بین‌المللی است. ستاد لشکر و ۱۳ واحد تحت فرماندهی آن در شش پادگان در سه استان مستقر هستند: استان آیچی (پادگان موریاما، پادگان تویوکاوا، پادگان کاسوگای)، استان میه (پادگان هیسای، پادگان آکنو) و استان ایشیکاوا (پادگان کانازاوا). استان‌های گیفو، فوکوئی و تویاما واحدهایی تحت لشکر دهم ندارند، اما در عوض واحدهایی دارند که مستقیماً تحت نظر ارتش مرکزی هستند.